# Hørsholm Baseball Softball Klub
Hørsholm Baseball Softball Klub er en dansk baseball og softballklub, der blev etableret i 1977 i Hørsholm i Nordsjælland.

## Historie
Hørsholm BSK er den ældste eksisterende baseball/softball klub i Danmark. Klubben er stiftet i 1977 af de to pionerer: Peter Sundberg og Jens Terkelsen. Oprindelig kun som en gymnasie-aktivitet og i øvrigt kun med baseball på programmet, men klubben fandt hurtigt sammen med ligesindede og deltog i Dansk Baseball Softball Forbunds stiftende generalforsamling i 1978. I slutningen af 1970'erne og de tidlige 1980ere vandt klubben fire danske baseball mesterskaber og deltog to gange i Europa Cup'en. I 1983 døde baseball ud i Danmark, mens softball for alvor blomstrede op. Klubbens første damesoftballhold kom til i 1979 hvor herrerne ligeledes begyndte at spille softball. Lige fra starten var HBSK dominerende i softball-rækkerne. Damerne vandt det første af 19 DM-titler i 1982, mens herrerne vandt syv DM-titler i træk i perioden 1984 til 1990, som stadig er rekord. 
Fra 2006 til 2010 holdt dameholdet pause i Hørsholm, mens herrerne har holdt fanen højt gennem alle årene. Klubbens bedste hold, som nu kalder sig Hørsholm Hurricanes, har som det eneste hold i Danmark altid spillet i 1. division. Herreholdet vandt sine 11.,12.,13., 14., 15. og 16. DM-titler i 2010, 2011, 2012, 2014, 2017 og 2019, og har i øvrigt også fejret europæiske triumfer ved at vinde den såkaldte Cup Winners Cup i både 2009 og 2010 og Europa Cup'en for mesterhold i 2011 og afløseren for EC, Super Cup i både 2012 og 2019.

## Hold
Hørsholm BSK kunne i 2019 stille med to herresoftballhold (et i 1. division og et i 2. division), et damesoftballhold (1. division), et u12 juniorsoftballhold, et u15 juniorsoftballhold, et u19 juniorsoftballhold og et superseniorsoftballhold. Der spilles i øjeblikket ikke baseball i klubben.

## Bane
Hørsholm BSK træner og spiller hjemmekampe på softballbanen – Hurricane Park – i Hørsholm Idrætspark. Banen har internationale mål og der blev i 1988 spillet EM for damer, i 1995 spillet EM for herrer og i 2011 spillet Europa Cup for herrer på banen.

## Danmarksmesterskaber
- Baseball: 1978, 1979, 1982, 1983, 1993.
- Softball, herrer: 1980, 1984, 1985, 1986, 1987, 1988, 1989, 1990, 1992, 1999, 2010, 2011, 2012, 2014, 2017 og 2019
- Softball, damer: 1982, 1983, 1984, 1985, 1988, 1989, 1990, 1991, 1992, 1993, 1994, 1995, 1998, 1999, 2000, 2001, 2013, 2018 og 2019

## Eksterne links
- Officiel hjemmeside for Hørsholm Baseball Softball Klub Arkiveret 13. marts 2018 hos  Wayback Machine

| Sport | Spire Denne artikel om sport er en spire som bør udbygges. Du er velkommen til at hjælpe Wikipedia ved at udvide den. |